# Валрам III (Лимбург)
Валрам III Езичник (на френски: Waléran II de Limbourg; на немски: Walram III. Paganus (der Heide), * 1085, † 16 юли 1139) от Дом Лимбург-Арлон, е от 1115 до 1119 г. граф на Арлон, от 1118 г. граф и херцог на Лимбург и господар на Васенберг, от 1128 г. херцог на Долна Лотарингия. По други изчисления той се води и като Валрам II.

## Биография
Той е син на граф Хайнрих I от Лимбург (от 1101 до 1106 г. херцог на Долна Лотарингия) и дъщеря на граф Валрам II от Арлон. По други сведения той е женен за Аделхайд от Потенщайн.
Валрам Езичник (Паганус) е непрекъснато във военно положение с херцога на Брабант и епископа на Лиеж. През 1128 г. император Лотар III го прави херцог на Долна Лотарингия. Това задълбочава конфликтите с неговите противници.
Той е последван от синът му Хайнрих II като граф на Арлон, но не като херцог на Долна Лотарингия. Тази титла отива през 1139 г. на херцога на Брабант. Хайнрих II е удовлетворен през 1140 г. с титлата херцог на Лимбург.

## Фамилия
Валрам III се жени за Юта от Васенберг († 24 юни 1151), наследничка на Васенберг, дъщеря на Герхард I, граф на Гелдерн, и Клеменция Аквитанска. Двамата имат децата:
- Хайнрих II (* 1110, † август 1167), 1139 граф на Арлон, 1140 херцог на Лимбург
- Герхард I, господар на Васенберг
- Беатрис († сл. 1164), ∞ граф Рупрехт I от Насау († 1154)
- Валрам IV († сл. 1145) граф на Арлон
- дъщеря, ∞ Екберт I граф на Текленбург († 1146/1150)